# Vojens Station
Vojens Station er en dansk jernbanestation i Vojens på Den Sønderjyske Længdebane. Den har også været udgangspunkt for længdebanens sidebane til Haderslev, men her kører nu kun veterantog.
Der er fodgængertunnel under sporterrænet med forbindelse fra Rosenalle vest for banen og Odinsplads øst for stationsbygningen.

## Historie
Konsortiet Peto, Brassey and Betts, der anlagde Den Sønderjyske Længdebane, havde betinget sig at den pga. det kuperede terræn ikke skulle gå gennem Haderslev, som i stedet skulle have en sidebane fra længdebanen. Strækningen Padborg-Vojens blev åbnet 1. oktober 1864, sidebanen Vojens-Haderslev blev åbnet 2. maj 1866, og den næste strækning Vojens-Vamdrup blev åbnet 1. november 1866.
Den nuværende stationsbygning er fra 1966, hvor den gamle umiddelbart syd for blev revet ned. I 1990 blev Vojens fadderby for IC3-togsættet "Hans Gram".
- Stationbygningen set fra øst
- Stationsområdet set fra Østergade
- Den centrale perron 2/3.

### Haderslevbanen
2. januar 1974 blev persontrafikken på Haderslevbanen indstillet "midlertidigt" pga. oliekrisen, men aldrig genoptaget. Godstrafikken fortsatte til 1999. Kolding Lokomotivklub (KLK) kørte med eget veterantog på banen 1972-2004, hvorefter den blev lukket. 13. juli 2011 blev den genåbnet for veterantogskørsel, som Sydjyllands Veterantog (SJVT) forestår.

### Skrydstrupsporet
Da tyskerne anlagde Flyvestation Skrydstrup i 1943, anlagde de samtidig et jernbanespor fra Vojens Station til flyvepladsen. Sporet fulgte delvis Haderslev Amts Jernbaners gamle tracé mellem Vojens og Skrydstrup, hvor strækningen var nedlagt i 1938. Omkring 1949 blev dette spor taget op, men i 1952 blev det anlagt igen i forbindelse med at flyvestationen skulle udvides. Skinnerne ligger der endnu, men er tilgroede på flyvestationens område.
- Sporet grener fra på Vojens Station
- Over Jerstalvej i udkanten af Vojens
- Sporet er lukket ved Industriparken
- Sporet deler sig og bliver overgroet

- Wikimedia Commons har flere filer relateret til Skrydstrupsporet